# ایر سئول
ایر سئول (انگلیسی: Air Seoul) شرکت هواپیمایی کره‌ای است، که در سال ۲۰۱۵ توسط شرکت آسیانا ایرلاینز تأسیس شد.